# 想定線
想定線（、英: imaginary line）は主題と主題あるいは主題とその進行方向を仮想的に結んだ線である。イマジナリーラインとも。

## 概要
イマジナリーラインは2人の対話者を結ぶ仮想の線、あるいは人物・車両などの進行方向に延ばした仮想の線をいう（⇒ #定義）。映像制作上の原則として、この線を超えたカメラの移動やカット繋ぎはNGとされる（⇒ #180度ルール）。これにより映像のコンティニュイティを確保できる（⇒ #意義）。
イマジナリーラインを越えて撮影する場合、背景や機材なども移動させる必要があり、大掛かりな作業になることが多い。これをどんでんが返る、もしくはどんでん返しするという（⇒ #イマジナリーラインを越える方法）。

## 定義
想定線（、英: imaginary line）は主題と主題あるいは主題とその進行方向を仮想的に結んだ線である。イマジナリーラインとも。
典型的には対面する2人のキャラクター（主題と主題）を結んだ仮想線がイマジナリーラインになる。また道を走る車の運転席と助手席にキャラクターが並列するシーンでは、2人のキャラクター（主題と主題）を結んだ仮想線がイマジナリーライン①、車と進行方向（主題とその進行方向）を結んだ仮想線がイマジナリーライン②になる。

## 180度ルール
180度ルール（、英: 180-degree rule）は同一シーンの撮影時にカメラはイマジナリーラインを超えてはならないというルールである。

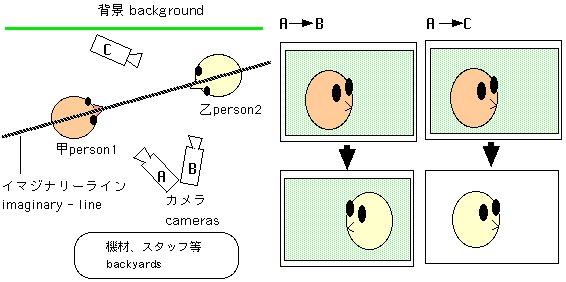
図1:イマジナリーラインと映像

図1では人物甲と人物乙を結ぶ直線がイマジナリーラインである。Aのカメラ位置で撮影したカットを入れると、次にBのカメラ位置で乙を撮影することはあっても、Cでは撮影しない。
通常、イマジナリーラインを越えた撮影は避けるので、機材やスタッフは最初にカットを入れた際のカメラ側に置くと映り込みがなく好ましい。

## 意義
イマジナリーラインを用いた180度ルールはコンティニュイティの維持に資する。
映像は鑑賞する者を時間的に拘束する（その上、かつては見直しのきかなかった）媒体である。イマジナリーラインとは、そんな映像を一度見ただけで理解できるようにするために発見された原則の1つである。図1の A→B は自然な感じがするのに対し、A→C では2人が向き合っている感じがしない。進行方向のイマジナリーラインを越えると、機関車の走行方向が逆になって見えるなどといった現象が起きてしまう。

## イマジナリーラインを越える方法
越えてはならないと言っても、物語中で人物の位置が入れ替わることは頻繁にある。イマジナリーラインは、カットの切り替わりで越えるのはダメだが、同一カット内で越えるのは良い。一般的な方法は、カメラが移動するか、登場人物が移動するか、もしくは異なる種類のカットを挟む方法（爆発などの派手な場面、第三者の登場など）である。
あえてイマジナリーラインを越えたカットをつなぐ演出をする場合もある。小津安二郎がよく用いたことで知られる（小津安二郎#180度ルール破り）。

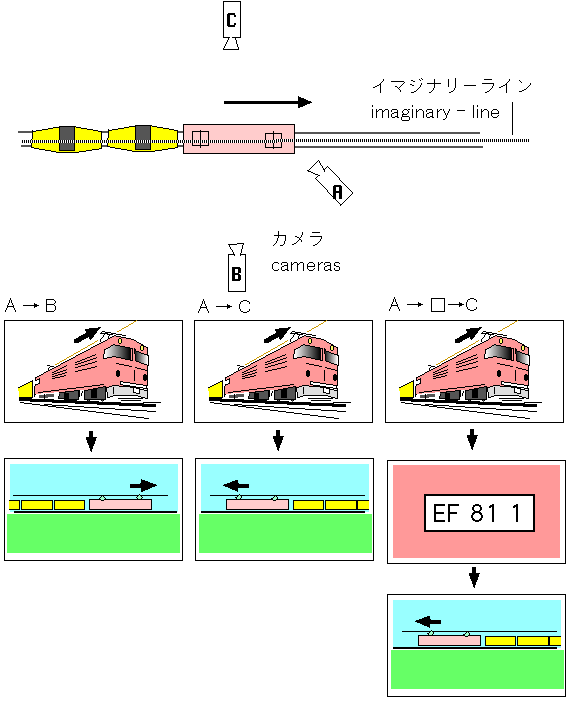
図2:動くもののイマジナリーライン、それを越える方法

図2の例では、列車の進行方向がイマジナリーラインである。一旦進行方向右側(A)からのカット(A)を入れたら、次もやはり右側からのカット(B)をつなぐと自然に感じる（A→B）。ここで左からのカット(C)を直接つなぐと不自然である（A→C）。ところが、イマジナリーラインと関係のないカット（ここでは列車の形式を示すプレート）を挟むと不自然さが緩和される（A→□→C）。